# Tenuipalpus orchidofilo
Tenuipalpus orchidofilo är en spindeldjursart som beskrevs av Moraes och Freire 200. Tenuipalpus orchidofilo ingår i släktet Tenuipalpus och familjen Tenuipalpidae. Inga underarter finns listade i Catalogue of Life.